# Christopher McQuarrie
Christopher McQuarrie (New Jersey, 12 juni 1968) is een Amerikaans filmregisseur en scenarist. Hij is vooral bekend van zijn samenwerkingen met regisseur Bryan Singer en acteur Tom Cruise. In 1996 won hij een Oscar voor het scenario van The Usual Suspects.

## Biografie
Christopher McQuarrie groeide op in New Jersey. Tijdens zijn jeugd leerde hij de latere regisseur Bryan Singer kennen, wiens ouders goed bevriend waren met zijn ouders. In 1986 studeerde hij af aan de West Windsor-Plainsboro High School South. Nadien werkte hij als assistent aan de Christ Church Grammar School in het Australische Perth. Na negen maanden werd hij ontslagen en besloot hij gedurende drie maanden door het land te trekken alvorens huiswaarts te keren en aan de slag te gaan bij een detectivekantoor in New Jersey.

### Filmcarrière
Toen hij de kans om een eigen kantoor in Florida op te richten in het water zag vallen, besloot hij samen met een vriend een opleiding te volgen bij de New York City Police Department. Niet veel later kreeg hij een telefoontje van Singer die hem vroeg om mee te werken aan een filmscenario. Samen met Michael Dougan en Singer schreef McQuarrie het script voor Public Access, dat in 1993 verfilmd zou worden door Singer.
Twee jaar later werkten McQuarrie en Singer samen aan de misdaadthriller The Usual Suspects. Zijn scenario leverde hem in 1996 zowel een Oscar als een BAFTA op. In de daaropvolgende jaren schreef McQuarrie ook mee aan de scenario's van de Singer-films Valkyrie (2008) en Jack the Giant Slayer (2013).
In 2000 maakte hij zijn regiedebuut met de actiefilm The Way of the Gun, waarvoor hij zelf het scenario had geschreven. De hoofdrollen werden in die film vertolkt door Ryan Phillippe en Benicio del Toro, die eerder ook aan The Usual Suspects had meegewerkt. In 2012 verfilmde hij met Jack Reacher de thrillerroman One Shot van auteur Lee Child. Het titelpersonage werd in de actiefilm vertolkt door Tom Cruise, die vier jaar eerder ook al de hoofdrol had vertolkt in de door hem geschreven oorlogsfilm Valkyrie. Twee jaar later schreef McQuarrie ook mee aan het scenario van de Cruise-film Edge of Tomorrow.
In 2015 werkte McQuarrie opnieuw samen met Cruise. Ditmaal regisseerde hij Mission: Impossible – Rogue Nation, de vijfde film uit de Mission: Impossible-franchise.

### Televisiecarrière
In 1994 schreef McQuarrie de aflevering "The Final Adjustment" voor de tv-serie NYPD Blue. Drie jaar later schreef hij het scenario voor de tv-film The Underworld. In 2010 bedacht hij voor zender NBC de dramareeks Persons Unknown. De serie werd na dertien afleveringen stopgezet.

## Prijzen

### Academy Award
- Beste originele scenario – The Usual Suspects (1995)

### BAFTA
- Beste originele scenario – The Usual Suspects (1995)

## Filmografie

### Film
| Jaar | Titel                                         | Regisseur | Scenarist | Producent |
| ---- | --------------------------------------------- | --------- | --------- | --------- |
| 1993 | Public Access                                 |           |           |           |
| 1995 | The Usual Suspects                            |           |           |           |
| 2000 | The Way of the Gun                            |           |           |           |
| 2008 | Valkyrie                                      |           |           |           |
| 2010 | The Tourist                                   |           |           |           |
| 2012 | Jack Reacher                                  |           |           |           |
| 2013 | Jack the Giant Slayer                         |           |           |           |
| 2014 | Edge of Tomorrow                              |           |           |           |
| 2015 | Mission: Impossible – Rogue Nation            |           |           |           |
| 2016 | Jack Reacher: Never Go Back                   |           |           |           |
| 2017 | The Mummy                                     |           |           |           |
| 2018 | Mission: Impossible – Fallout                 |           |           |           |
| 2022 | Top Gun: Maverick                             |           |           |           |
| 2023 | Mission: Impossible – Dead Reckoning Part One |           |           |           |
| 2025 | Mission: Impossible – The Final Reckoning     |           |           |           |

### Televisie
| Jaar | Titel           | Scenarist | Producent |
| ---- | --------------- | --------- | --------- |
| 1994 | NYPD Blue       |           |           |
| 1997 | The Underworld  |           |           |
| 2010 | Persons Unknown |           |           |